# در زیر سیاره میمون‌ها
در زیر سیاره میمون‌ها (به انگلیسی: Beneath the Planet of the Apes) فیلم علمی–تخیلی(محصول سال ۱۹۷۰) ۹۵ دقیقه‌ای به کارگردانی تد پست با بازی جیمز فرانسیکوس محصول کشور بریتانیا است. این فیلم دومین فیلم از سری فیلم های سیاره میمون هاست